# McCook (Illinois)
McCook es una villa ubicada en el condado de Cook en el estado estadounidense de Illinois. En el Censo de 2010 tenía una población de 228 habitantes y una densidad poblacional de 33,41 personas por km².

## Geografía
McCook se encuentra ubicada en las coordenadas 41°47′54″N 87°50′30″O / 41.79833, -87.84167. Según la Oficina del Censo de los Estados Unidos, McCook tiene una superficie total de 6.82 km², de la cual 6.77 km² corresponden a tierra firme y (0.8%) 0.05 km² es agua.

## Demografía
Según el censo de 2010, había 228 personas residiendo en McCook. La densidad de población era de 33,41 hab./km². De los 228 habitantes, McCook estaba compuesto por el 83.77% blancos, el 0% eran afroamericanos, el 0% eran amerindios, el 0% eran asiáticos, el 0% eran isleños del Pacífico, el 14.04% eran de otras razas y el 2.19% pertenecían a dos o más razas. Del total de la población el 28.51% eran hispanos o latinos de cualquier raza.